# ۱۹ جمادی‌الاول
۱۹ جمادی‌الاول، نوزدهمین روز از ماه جمادی‌الاول در تقویم هجری قمری است.
در تقویم هجری قمری قراردادی این روز صد و سی و هفتمین روز سال است.